# 대구진천초등학교
대구진천초등학교 (大邱辰泉初等學校)는 대한민국 대구광역시 달서구 공립 초등학교이다.

## 역사
- 1983년 3월 1일 : 개교  (월배국민학교 학급 축소)
- 1990년 5월 17일 : 대구진월국민학교 개교와 함께 분리 이관
- 1997년 3월 1일 : 대구노전초등학교 개교와 함께 분리 이관
- 2001년 5월 6일 : 대구대진초등학교 개교와 함께 분리 이관
- 2008년 3월 1일 : 대구유천초등학교 개교와 함께 분리 이관
- 2013년 3월 1일 : 대구한샘초등학교 개교와 함께 분리 이관
- 2015년 6월 5일 : 대구한솔초등학교 개교와 함께 분리 이관